# Srednja vas, Radovljica
Srednja vas este o localitate din comuna Radovljica, Slovenia, cu o populație de 23 de locuitori.